# Ctenotus eutaenius
Ctenotus eutaenius är en ödleart som beskrevs av  Storr 1981. Ctenotus eutaenius ingår i släktet Ctenotus och familjen skinkar. Inga underarter finns listade i Catalogue of Life.